# Премия Муз-ТВ 2016
14-я ежегодная национальная премия в области популярной музыки Муз-ТВ 2016 была проведена 10 июня 2016 года в Москве в спортивном комплексе «Олимпийский». Новым режиссёром-постановщиком стал Василий Бархатов. На сцене выступили также долгожданные артисты Баста и Данила Козловский. Премию «Лучшая песня на иностранном языке» вручала звезда «Такси-3» Бай Лин, которая ради этого прилетела из Голливуда. Гостем премии также стал участник «Евровидения 2016» Александр Иванов, представитель Белоруссии. Также среди гостей была и Яна Добровольская, обладательница титула «Мисс Россия 2016». В связи с тем, что телеканалу Муз-ТВ в 2016 году исполняется 20 лет, директор канала Арман Давлетьяров пообещал, что шоу будет удивительным.

## Ведущие шоу
14 марта 2016 года состоялся пресс-завтрак, на котором были объявлены имена трёх ведущих. Уже третий год подряд ими становятся Лера Кудрявцева, Максим Галкин и Ксения Собчак. Четвёртый ведущий по уже сложившейся традиции был объявлен на гала-ужине, им стал Дмитрий Нагиев.

## Голосование
Система голосования за номинантов «Премии Муз-ТВ 2016. Энергия Будущего» прошла в два этапа. На первом этапе путём экспертного голосования были определены пятерки номинантов в 14 категориях. На втором этапе в голосовании за победителей по каждой номинации принимали участие академики премии параллельно со зрителями канала «МУЗ-ТВ». Результаты голосования были объявлены 10 июня 2016 года в СК «Олимпийский».

## Выступления
| Исполнитель                                                          | Песня                           |
| -------------------------------------------------------------------- | ------------------------------- |
| Ленинград                                                            | «Экспонат»                      |
| Serebro                                                              | «Отпусти меня»                  |
| Alekseev                                                             | «Пьяное солнце»                 |
| А’Студио feat. Centr                                                 | «Далеко»                        |
| Ани Лорак                                                            | «Удержи моё сердце»             |
| Дима Билан                                                           | «Не молчи»                      |
| Нюша                                                                 | «Где ты, там я»                 |
| Леонид Агутин Alekseev Юлианна Караулова Владимир Пресняков А’Студио | Попурри песен группы «А’Студио» |
| Время и Стекло                                                       | «Имя 505»                       |
| Данила Козловский                                                    | Попурри американских мюзиклов   |
| Баста feat. Полина Гагарина                                          | «Голос»                         |
| Тимати                                                               | «Баклажан»                      |
| Егор Крид                                                            | «Будильник»                     |
| Сергей Лазарев                                                       | «You Are the Only One»          |

## Победители и номинанты
| Прорыв года | Лучший дуэт |
| --- | --- |
| - Время и Стекло - Ханна - Юлианна Караулова - Alekseev - Artik & Asti | - Мот и Бьянка — «Абсолютно всё» - Валерия и Анна Шульгина — «Ты моя» - Григорий Лепс и Ани Лорак — «Уходи по-английски» - MC Doni и Натали — «Ты такой» - Natan и Тимати — «Дерзкая» |
| Лучшая поп-группа | Лучший рок-исполнитель |
| - Serebro - Банд’Эрос - IOWA - Градусы - A'Studio | - Земфира - Звери - Би-2 - Ленинград - Наргиз |
| Лучший альбом | Лучший хип-хоп проект |
| - Дима Билан — Не молчи - Егор Крид — Холостяк - Валерия — Это время любви - Сергей Лазарев — The Best - Emin — 8 в падении | - Бьянка - Баста - Джиган - L’One - Тимати |
| Лучшее концертное шоу | Лучшее видео |
| - Полина Гагарина — «Спектакль» (Crocus City Hall) - Сольный концерт Леонида Агутина и группы Эсперанто (Crocus City Hall) - Данила Козловский — «Большая мечта обыкновенного человека» (Большой театр) - Дима Билан — «На бис!» (Crocus City Hall) - Сергей Лазарев — «The Best» (Crocus City Hall) | - Дима Билан — «Не молчи» - Сергей Лазарев — «Это всё она» - Ани Лорак — «Корабли» - Нюша — «Где ты, там я» - Тимати feat. Рекорд Оркестр — «Баклажан»                                |
| Лучшее мужское видео | Лучшее женское видео |
| - Пицца — «Лифт» - Emin — «Забыть тебя» - Алексей Воробьёв — «Сумасшедшая» - Егор Крид — «Будильник» - Тимати feat. Рекорд Оркестр — «Баклажан» | - Анна Седокова — «Пока, милый» - Глюкоза — «Пой мне, ветер» - МакSим — «Золотыми рыбками» - Анита Цой — «Без вещей» - Сати Казанова — «Спит моё счастье»                             |
| Лучшая песня | Лучшая песня на иностранном языке |
| - Время и Стекло — «Имя 505» - Ленинград — «Экспонат» - Нюша — «Где ты, там я» - Alekseev — «Пьяное солнце» - Тимати feat. Рекорд Оркестр — «Баклажан» | - Полина Гагарина — «A million voices» - Emin — «Boomerang» - Serebro — «Kiss» - Максим Фадеев — «Breach the line» - Swanky Tunes feat. Christian Burns — «Skin & Bones»              |
| Лучшая исполнительница | Лучший исполнитель |
| - Нюша - Ани Лорак - Полина Гагарина - Земфира - Валерия | - Григорий Лепс - Сергей Лазарев - Николай Басков - Дима Билан - Леонид Агутин |

## Специальные номинации
| «За вклад в развитие музыкальной индустрии» | Байгали Серкебаев |
| «За вклад в жизнь»                          | Лео Бокерия       |
| «Лучший композитор десятилетия»             | Максим Фадеев     |
| «Мировой прорыв года»                       | Сергей Лазарев    |

## Интересные факты
- В связи со скандалом Velvet Music и канала «Муз-ТВ», артисты Вельвета не были даже номинированы на премию[11].
- На «Премии Муз-ТВ 2016» Сергей Лазарев показал свой номер на песню «You are the only one», который был представлен на конкурсе «Евровидение 2016»[12].
- Егор Крид не согласился с результатами премии: «Был в недоумении, когда очевидного для меня победителя обходил совсем неочевидный конкурент»[13].
- Нюша, Глюкоза и Егор Крид 20 мая лично продавали билеты на премию[14].
- В социальных сетях шло много споров относительно победителей в некоторых номинациях, таких как «Лучшее женское видео», «Лучший дуэт», «Лучшее концертное шоу» и т. д.
- Ксения Собчак за всю премию сменила 4 наряда[15].
- 10 июня 2016 премия шла в прямом эфире на телеканалах «Муз-ТВ» и «Ю», а на следующий день на казахстанском телеканале «Казахстан» (без красной дорожки).